# Ann Sothern

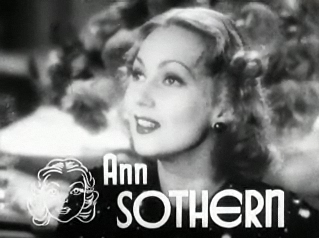
Presentación de la actriz en el reclamo de la película de 1937 Dangerous Number, de Richard Thorpe.

Ann Sothern (Harriette Arlene Lake: Valley City, Dakota del Norte, 22 de enero de 1909 - Ketchum, Idaho, 15 de marzo de 2001) fue una actriz estadounidense de cine y de televisión. 

## Biografía
Su madre, Annette Yde-Lake, cantante y pianista-, era hija del violinista holandés Hans Nilson. Su padre, Walter J. Lake, era un actor frustrado y un mujeriego, y se dedicaba a la industria cárnica.
Sothern marchó de casa muy joven y comenzó su carrera cinematográfica como extra en 1927 con la película Broadway Nights, a la edad de 18. Durante 1929 y 1930, actúa como corista en películas como El Show de Shows y Whoopee! (como una de las "Goldwyn Girls"). También apareció en Broadway y ha capacitado voz, de vez en cuando cantando en las películas. 
En Broadway en 1931, tuvo un papel de importancia en America's Sweetheart (135 actuaciones en las que cantó "He Got Five Dollars" y "We'll Be The Same") y en Everybody's Welcome (139 actuaciones). 
En 1934, Sothern firma un contrato con Columbia Pictures, pero después de dos años el estudio LA libera de su contrato. En 1936, firma por RKO Pictures y después de una serie de películas que no lograron atraer a un público, Sothern abandona RKO y firma por MGM, haciendo su primera película para ellos en 1939. 
En un papel originalmente destinado a Jean Harlow, Sothern fue lanzado en 1939 al cine, Maisie, como brassy Brooklyn burlesco bailarina Mary Anastasia O'Connor, que también usa el nombre artístico Maisie Ravier. En Mary C. McCall Jr 's guion de la novela de Wilson Collison, Maisie es abandonada sin dinero en una pequeña ciudad de Wyoming, toma un trabajo como un rancho y se convierte en sirvienta atrapada en una red de embrollos románticos. Después de años de lucha, Sothern tuvo su primer éxito real, y una cadena de "Maisie" comedia secuelas seguidas, a partir de 1940 del Congo Maisie, seguido por 1947's Undercover Maisie, en la que Maisie infiltra una banda de con- los hombres a cargo de un falso swami. En 1943 el examen de Swing Shift Maisie por la revista Time elogió Sothern y describió su como "una de las más inteligentes comediantes en la empresa".
El 24 de noviembre de 1941, Sothern realizan en el teatro Radio Lux adaptación de Maisie era una dama, y la popularidad de la película de la serie dio lugar a su propio programa de radio, The Adventures of Maisie, transmitido por CBS entre 1945 y 1947, sobre cooperación de Radiodifusión Sistema en 1952 y en la distribución entre 1949 y 1953. 
En 1949, Sothern apareció en la película ganadora del Oscar Carta a tres esposas. La película ganó excelentes críticas, pero no para estimular su carrera. Durante la década de 1950, apareció en unas pocas películas, en su mayoría apareció en diversos espectáculos televisivos. En 1953, interpretó en la CBS durante cinco años el papel principal en la serie Private Secretary. Obtuvo tres nominaciones a los Premios Emmy de Programas. Entre 1958 y 1961 actuó en su propio programa, El Show de Ann Sothern. 
En 1952, después de tratar durante un tiempo al actor católico Richard Egan y sobre todo ver el ejemplo de su familia -acogedora, cálida, fuerte y unida en la fe-; y tras hablar con amigos católicos como Irene Dunne, Loretta Young, Rosalind Russell, Gary Cooper y su mujer Verónica, se hizo católica. Cuenta Harmetz, que "la religión llegó hasta ella durante los largos meses que pasó en la cama de un hospital con pesas de cuarenta y cinco kilos sobre las piernas".
En 1964 realizó dos películas: una sátira política de terror The Best Man, y Lady in a Cage, una película de suspense con Olivia de Havilland. En 1965 actuó como madre que se había reencarnado en un coche Porter de 1928, en el programa de televisión My Mother the Car, con Jerry Van Dyke. El argumento reflejaba los extraños gustos de aquella época.
En 1974, mientras actuaba en Jacksonville (Florida), se rompió la espalda, aplastándose las piernas. Los médicos, al advertir la lesión nerviosa, le dijeron que nunca podría caminar. Pero, como había sido una buena deportista: cazaba, pescaba y esquiaba durante los inviernos, consiguió volver a caminar, cojeando y con la ayuda de un bastón. En 1984, se trasladó desde Los Ángeles a Ketchum (Idaho). Desde allí trabajó esporádicamente. Su última película fue Las ballenas de agosto, donde actuó junto a Bette Davis y Lillian Gish, y por la que fue nominada como mejor actriz secundaria.
Falleció el 15 de marzo de 2001, a los noventa y dos años, a consecuencia de un fallo en el corazón.

## Premios y distinciones
Premios Óscar
| Año  | Categoría               | Película               | Resultado |
| ---- | ----------------------- | ---------------------- | --------- |
| 1988 | Mejor actriz de reparto | Las ballenas de agosto | Nominada  |